# Rytecraft

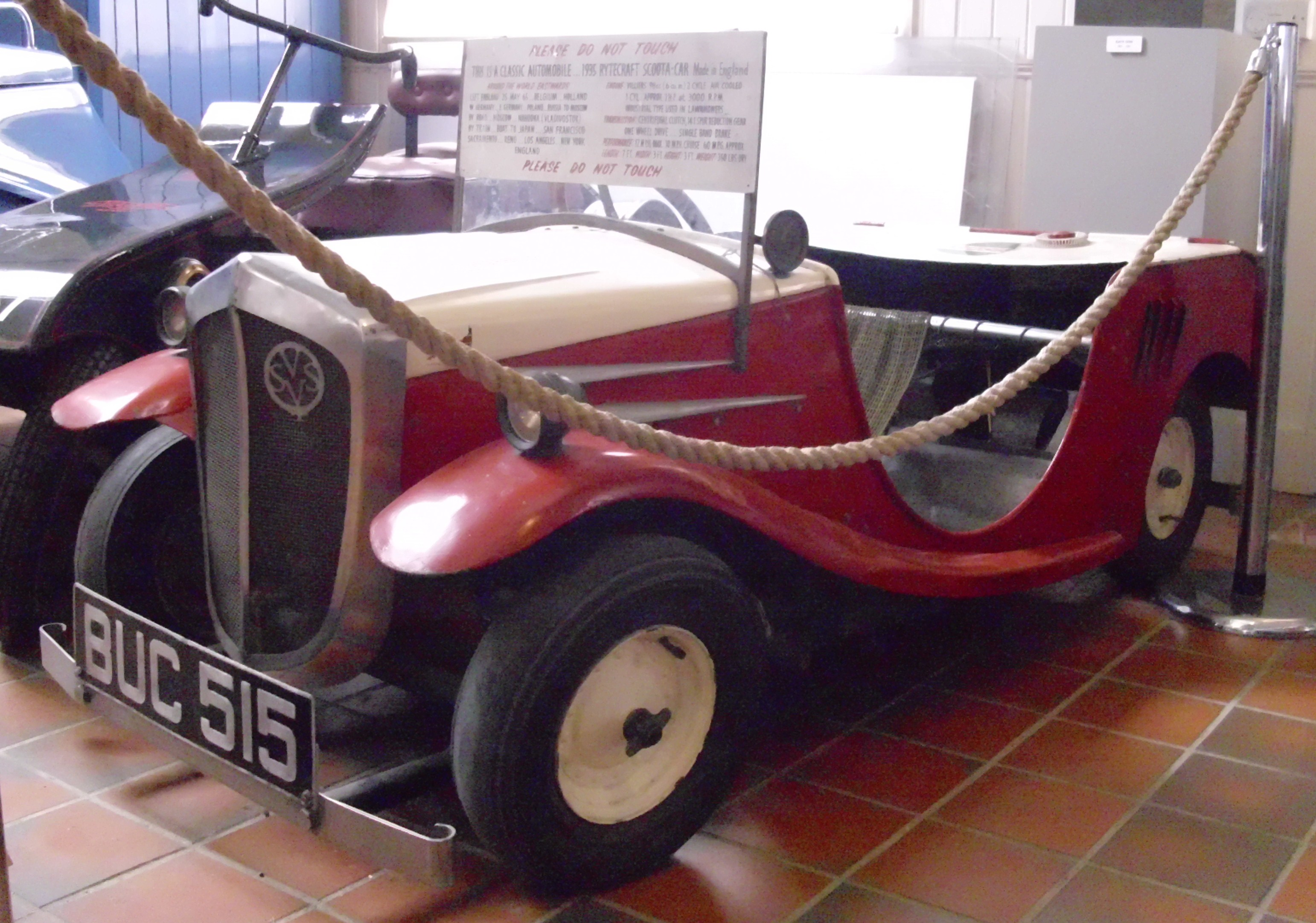
Rytecraft Scootacar von 1935

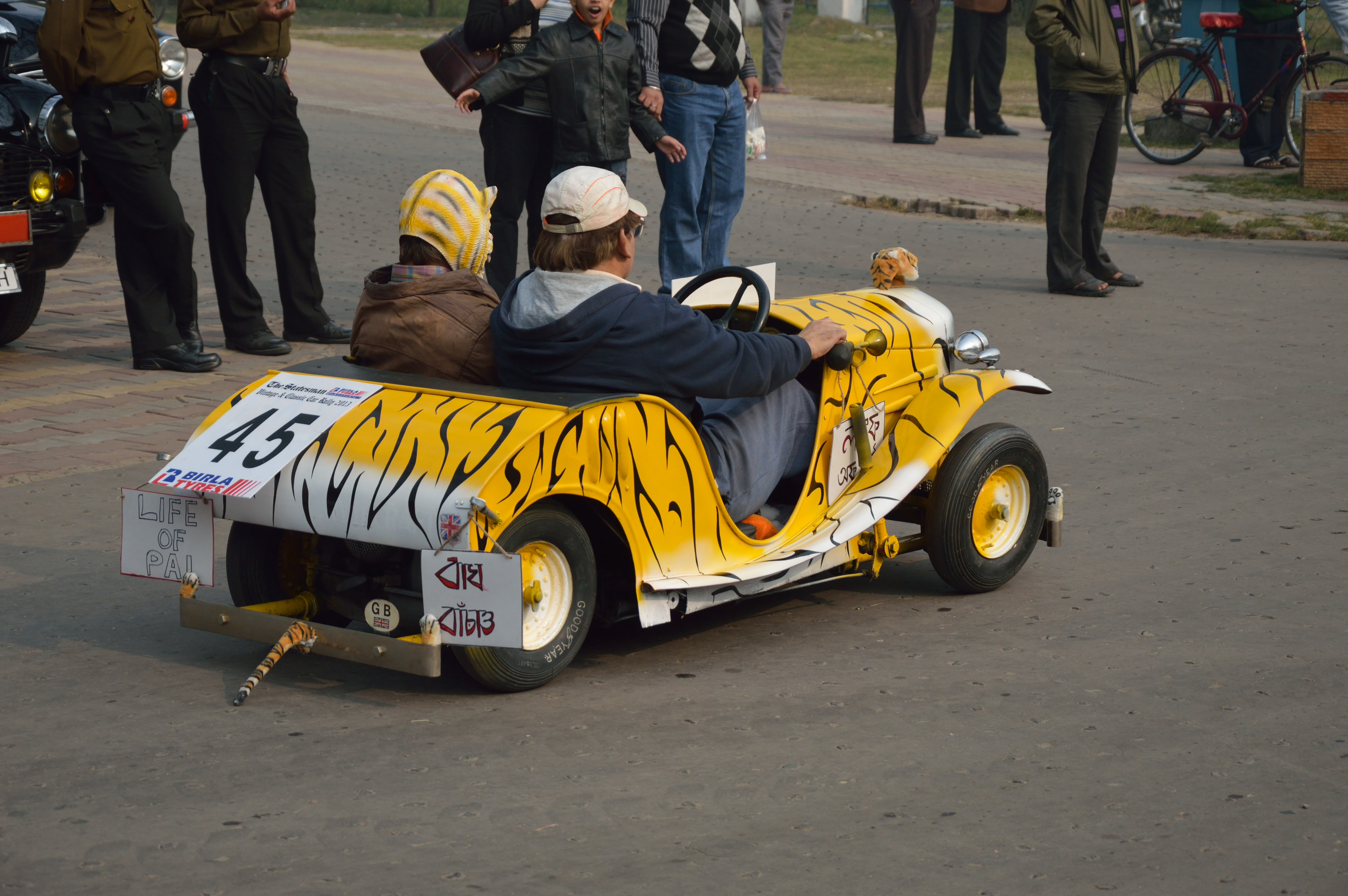
Rytecraft als Zweisitzer

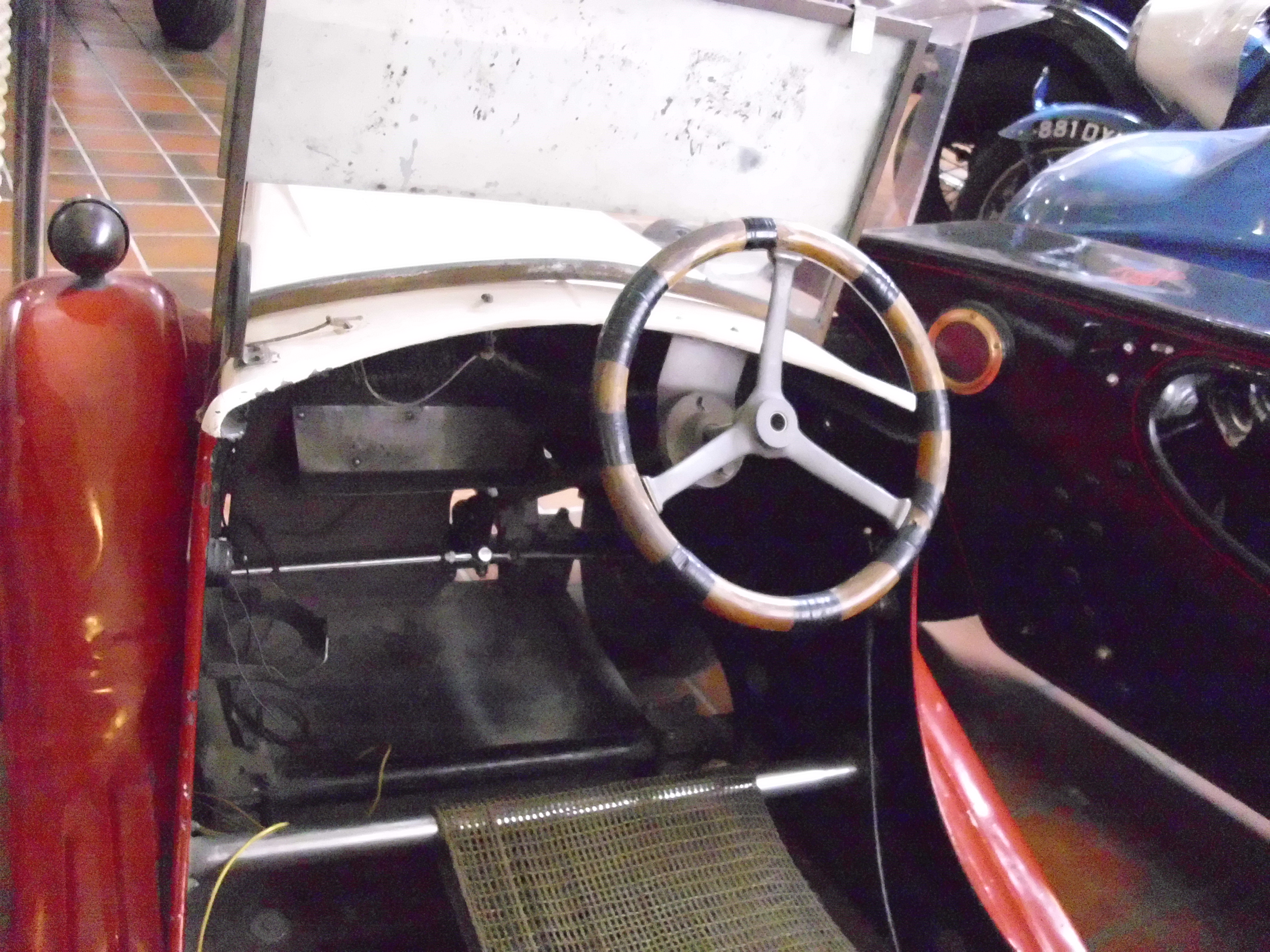
Interieur

Rytecraft war eine britische Automarke.

## Unternehmensgeschichte
Das Unternehmen British Motor Boat Manufacturing Co Limited aus London begann 1934 mit der Produktion von Automobilen.
1940 wurde die Produktion eingestellt.

## Fahrzeuge
Das einzige Modell Scootacar war ein sehr kleines Fahrzeug. Anfangs sorgte ein Motor von Villiers Ltd mit 98 cm³ Hubraum für den Antrieb des offenen Einsitzers. Später wurde ein Motor mit 250 cm³ Hubraum verwendet. Mit diesem Motor wurden auch offene Zweisitzer ausgestattet.
Ein Fahrzeug dieser Marke ist im Automuseum der Rennstrecke Brooklands in Weybridge zu besichtigen.